# T9
T9 — предиктивная (предугадывающая) система набора текстов для мобильных телефонов, позволяющая набирать текст на клавиатуре, состоящей только из цифр. Название T9 происходит от англ. Text on 9 keys, то есть набор текста на 9 кнопках.
T9 разработана компанией Tegic Communications (создатель Клифф Кашлер). Сейчас является частью Nuance Communications.
Первым мобильным телефоном с T9 стал Sagem MC 850, появившийся на рынке в 1999 году.
При наборе текста система T9 пытается предугадать, какое слово пользователь пытается набрать, используя встроенный словарь. Наиболее часто употребляемые пользователем слова подставляются первыми. Такой способ набора намного быстрее обычного, потому что позволяет избежать повторных нажатий. T9 подставляет только те слова, которые содержат столько букв, сколько набрано на данный момент, и, в отличие от системы iTap, более длинные слова не предугадываются.
Функция продолжения слова появилась в Т9 версии 5.1

## Принцип работы

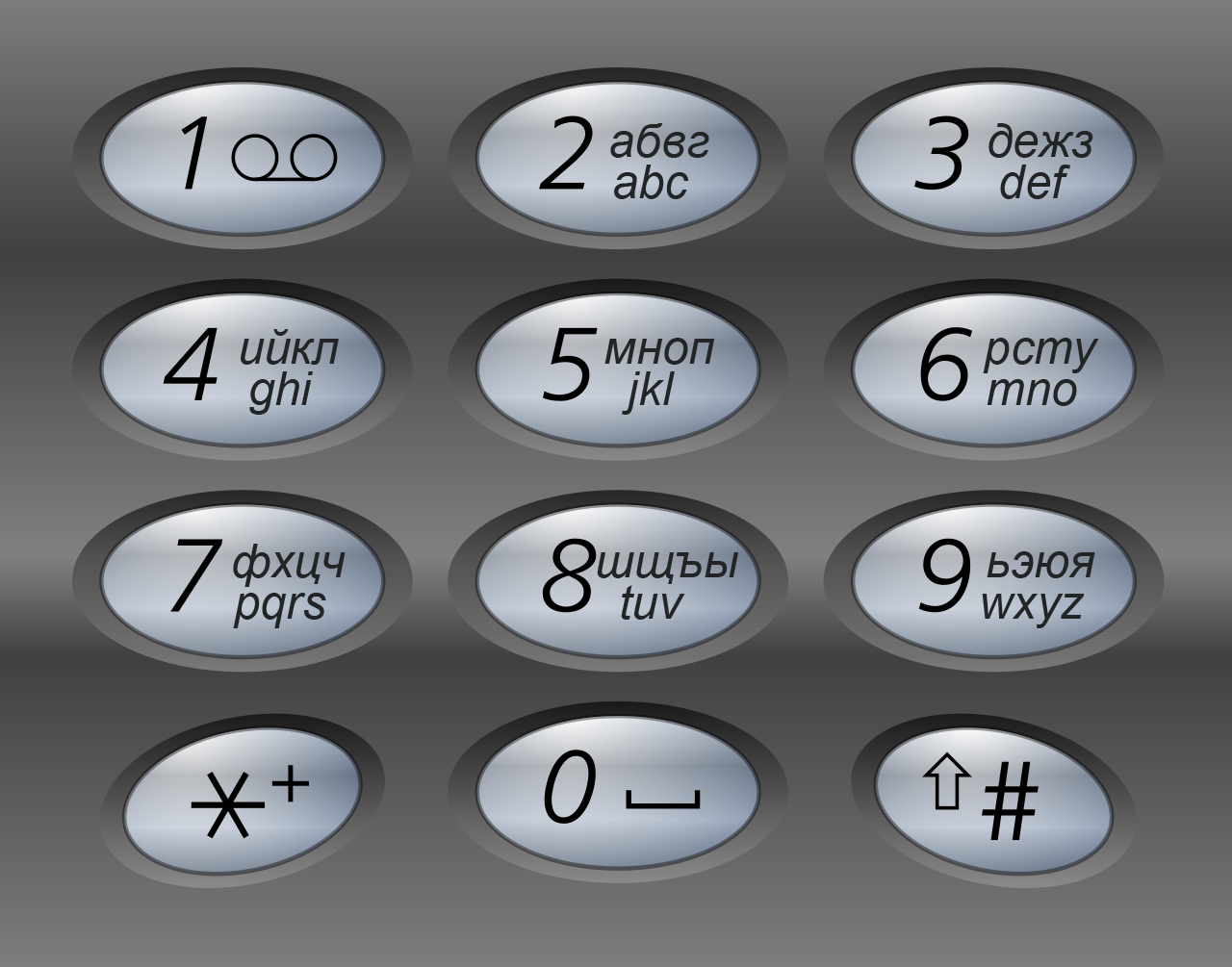
Символы английского и русского алфавитов на цифровой клавиатуре

На телефонах с только цифровой клавиатурой за каждой кнопкой было закреплено три-четыре буквы, которые вводились несколькими нажатиями. Система Т9 позволила нажимать на кнопку лишь однократно, догадываясь какое слово имел в виду человек и подставляя его в поле ввода. Для этого используется словарь с вариациями слов по падежам, числам, родам. Например, слово "кто" ранее требовало нажатий 444666555. С помощью системы Т9 достаточно было нажать 465 и система, перебрав словарь, предлагала слово кто, так как другие комбинации букв ийкл (клавиша 4), мноп (клавиша 5) и рсту (клавиша 6) не давали существующих в языке слов. Впрочем, она могла бы также распознать слово кум (тоже набирается последовательностью 465), однако, кто гораздо более употребимое слово.

## Недостатки
К недостаткам предиктивной системы набора текста Т9 на мобильных устройствах можно отнести:
- Невнимание к опечаткам, которые возникают из-за того, что печатающий текст человек промахивается и нажимает не на ту клавишу, и в итоге печатающий из предложенных вариантов не найдёт нужное слово;
- Ограниченный словарь и так называемые «текстонимы». К примеру, на 9-кнопочной клавиатуре слово «good» на английском набирается так же, как «home», «gone» и т. д.
- Высока вероятность возникновения курьёзных ситуаций, особенно в деловой переписке: к примеру, название водки Smirnoff превращалось в poisoned (отравлен), нежелательная замена «себя» на «тебя» и определённых слов на матерные ругательства в русском языке. Подобные курьёзы, вызванные использованием печати текста через Т9, нередко становятся предметом шуток в Интернете[6].
- Вариативность окончаний слов из-за богатой морфологии русского языка, из-за чего верно угадать нужный падеж или род слова при печати текста через Т9 сложно.